# Shigeru Nakahara
Shigeru Nakahara (中原 茂 Nakahara Shigeru?,  Kamakura, Prefectura de Kanagawa, 22 de enero de 1961) es un actor de voz y narrador japonés, actualmente afiliado a Local Dream. Nakahara es principalmente conocido por dar voz al personaje de Androide número 17 en la franquicia de Dragon Ball, Megrez Delta Alberich en Saint Seiya, Trowa Barton en Mobile Suit Gundam Wing y Yōko Kurama en Yū Yū Hakusho.

## Biografía
Nakahara nació el 22 de enero de 1961 en la ciudad de Kamakura, prefectura de Kanagawa. Su abuela era alemana, por lo que es 3/4 japonés y 1/4 alemán. Tras graduarse de la secundaria, Nakahara ingresó a la Universidad de Tokai, pero poco después abandonaría sus estudios y en cambio ingresaría a la Tokyo Announce Gakuin Performing Arts College, donde se graduó del departamento de formación vocal. Debutó como seiyū en 1982, dando voz a Jun Rando en el anime Acrobunch. 
A lo largo de su carrera, Nakahara ha estado afiliado a diversas agencias, entre las que se destacan 81 Produce, Arts Vision, Sigma Seven (1997-2007) y Vi-Vo. Actualmente está afiliado a Local Dream.

## Vida personal
Nakahara estuvo casado algunos años con la también seiyū Satomi Kōrogi, con quien tuvo un hijo antes de divorciarse.

## Filmografía

### Anime
1982
- Galactic Gale Baxingar como Nino, Mallow, Toni Irwin
- Acrobunch como Jun Rando
- Manga Mito Kōmon

1983
- Genesis Climber MOSPEADA como Miembro masculino A, soldado A
- Captain Tsubasa como Mamoru Izawa, Taichi Nakanishi
- Aura Battler Dunbine como Shō Zama
- The Super Dimension Fortress Macross como Ken'ichi Machizaki, Karita Torakashide
- Arbegas como Saburō

1984
- Glass Mask como Ryō Majima
- Yoroshiku Mechadoc como Mitsuru Igarashi

1985
- Shōwa Aho Zōshi Akanuke Ichiban! como Niño, Torimaki
- Chōjū Kishin Dankūga como Masato Shikibu
- High School! Kimengumi como Hokori Takashi
- Musashi no Ken como Kensuke Hidaka

1986
- Anmitsu Hime como Locker
- Family! como Kay Anderson
- GeGeGe no Kitarō como Estudiante B
- Seito Shokun! como Presidente del consejo estudiantil
- Saint Seiya como Megrez Delta Alberich, Black Pegasus, Sho
- Bosco Adventure como Flok
- Machine Robo: Revenge of Cronos como Shawnee

1987
- Esper Mami como Yumano, Masaya Imai, George
- Kimagure Orange Road como Estudiante de secundaria
- Evviva Palm Town como Jimmy
- Manga Nihon Keizai Nyūmon como Ōnuki, Okada, representante

1988
- Anpanman como Hombre sopa
- Saint Seiya como Megrez Delta Alberich
- Tekken Chinmi como Kintang
- Norakuro-kun como Kojiro
- Lady!! como Arthur Drake Brighton
- Bikkuriman como Chocking
- Himitsu no Akko-chan como Kio

1989
- Idol Densetsu Eriko como Kazuki Uchida, AD
- Blue Blink como Hombre A
- Obotchama-kun como Jin Ta, Hiromi Chiten
- Jungle Book Shōnen Mowgli como Sura
- Time Travel Tondekeman como Siegfried
- Birth Inu como Hota

1990
- Idol Angel Yokoso Yoko como Hira, estudiante
- NG Knight Ramune & 40 como Zenzain
- Minami no Umi o Sukue! como Hombre sopa
- Chibi Maruko-chan' como Soeda, niño
- Chimpui como Michael Marathon
- Mahō no Enjeru Sweet Mint como Fred, Duke, Jim

1991
- City Hunter como Teshita
- Shōnen Ashibe como Hombre de negocios
- Doraemon como Hajime
- Honō no Tōkyūji: Dodge Danpei como Arashi Mido
- Sangokushi como Sun Ce
- Watashi to Watashi Futarinorotte como Hans

1992
- Ashita he Free Kick como Frank
- Uchū no Kishi Tekkaman Blade como Levin
- Oi! Ryōma como Heisuke
- Dragon Ball Z como Androide número 17
- Papuwa como Dr. Gunma
- Hana no Mahōtsukai Mary Bell como Mall
- Mama wa Shōgaku 4 Nensei como Árbitro

1993
- Aoki Densetsu Shoot! como Hiroshi Matsushita
- Zetsubō e no hankō!! como Androide número 17
- Yū Yū Hakusho como Yōko Kurama

1994
- Omakase Scruppers como Super 7
- Brave Police J-Decker como Kagerō

1995
- Anime Sekai no Dowa como March Rabbit
- Mobile Suit Gundam Wing como Trowa Barton
- Tobe! Isami como Asesino
- Mama wa Poyopoyo-Zaurusu ga Osuki como Hideto Ichimonji
- Yang Bō Nin Bō Ton Bō como Padre de Baby
- Romeo no Aoi Sora como Rinaldo

1996
- Azuki-chan como Kento
- Detective Conan como Take Hatamoto, Hiroaki Nishitani, Robert Taylor, Atsushi Makuma, Shinji Fukamachi, Kei Tatsuo

1997
- Kindaichi Shounen no Jikembo como Eiji Tōno
- Dragon Ball GT como Androide número 17
- Manmaru the Ninja Penguin como Isago Shirō
- Bakusō Kyōdai Let's & Go!! como William Alvarez

1998
- Trigun como Rohan
- Master Keaton como Radi

1999
- Cowboy Bebop como McEnteria
- Shūkan Story Land como Yamashita, Kōji, Akio Maruyama
- Trouble Chocolate como Papaya
- Bomberman B-Daman Bakugaiden V como Hansen Bon

2000
- Sakura Wars

2002
- King of Bandit Jing como Pernault[3]

2003
- Hoshi no Kirby como Chipp-sensei
- Wandaba Style como Kōsaku Tsukomo

2004
- Dan Doh!! como Shinjō Mikiyasu
- Harukanaru Toki no Naka de como Fujiwara no Takamichi

2007
- Giant Robo como Johnny Sokko
- Darker than Black como Nick Hillman
- Harukanaru Toki no Naka de 3: Aka no Tsuki como Yuzuru Arikawa
- Myself ; Yourself como Padre de Aoi

2008
- Antique Bakery como Toda

2009
- Devil Kings como Mōri Motonari[4]
- Negibōzu no Asatarō

2010
- Sargento Keroro como Makoto
- Dragon Ball Z Kai como Androide número 17
- Harukanaru Toki no Naka de 3: Owari Naki Unmei como Yuzuru Arikawa

2011
- Digimon Fusion como Gravimon

2012
- Saint Seiya Ω como Kioni, Shō

2013
- Aku no Hana como Padre de Nanako Saeki
- Kyōsōgiga como Kurama

2017
- Dragon Ball Super como Androide número 17

2018
- Devil Kings como Mōri Motonari